# Magdalena Ogórek
Magdalena Agnieszka Ogórek (Rybnik, Polonia, 23 de febrero de 1979) es una historiadora y político polaca, candidata de la Alianza de la Izquierda Democrática para la Presidencia de Polonia en las elecciones de 2015.
Antes de unirse a la política, Ogórek había trabajado en la cadena privada polaca TVN, siendo presentadora de varios programas de televisión y actuando en varias películas. Previamente había estudiado historia en la Universidad de Opole, además de haber desempeñado el papel de modelo para varias compañías polacas antes de unirse a la Alianza de la Izquierda Democrática.